# Lingue dei Caraibi
     Inglese
     Spagnolo
     Francese
     Olandese
     Creolo haitiano
     Papiamento

Lingue ufficiali parlate ai Caraibi
Inglese
Spagnolo
Francese
Olandese
Creolo haitiano
Papiamento

Le lingue parlate ai Caraibi riflettono la ricca storia e cultura della regione. In particolare, sono sei le lingue ufficiali parlate ai Caraibi:
- l'inglese (lingua ufficiale di Anguilla, Antigua e Barbuda, delle Bahamas, di Barbados, delle Isole Vergini Britanniche, delle Isole Cayman, della Dominica, di Grenada, della Guiana, della Giamaica, di Montserrat, Porto Rico, St. Kitts e Nevis, Santa Lucia, Sint Maarten, Saint Vincent e Grenadine, Trinidad e Tobago, Turks e Caicos Islands e delle Isole Vergini Americane);
- lo spagnolo (lingua ufficiale di Cuba, della Repubblica Dominicana, di Porto Rico, del dipartimento delle Isole della Baia (Honduras), delle Isole del Mais (Nicaragua), di Isla Cozumel e Isla Mujeres (Messico), di Nueva Esparta (Venezuela), delle Dipendenze Federali venezuelane e del dipartimento dell'Arcipelago di San Andrés, Providencia e Santa Catalina (Colombia);
- il francese (lingua ufficiale della Guadalupa, di Haiti, della Martinica, di Saint-Barthélemy, della Guiana francese e di Saint-Martin);
- l'olandese (lingua ufficiale di Aruba, Bonaire, Curaçao, Saba, Sint Eustatius, Sint Maarten e del Suriname);
- il creolo haitiano (lingua ufficiale di Haiti);
- il papiamento (un creolo basato sul portoghese e sullo spagnolo) (lingua ufficiale di Aruba, Bonaire e Curaçao).

Sono tuttavia numerosi i creoli e i patois parlati localmente. Dozzine delle lingue creole caraibiche sono ampiamente usate in modo informale tra la popolazione. Sono anche diffuse alcune lingue indigene, sebbene siano minoritarie: molte di quelle originarie si sono infatti estinte o stanno scomparendo.
In contrasto con il desiderio sempre crescente di una singola comunità caraibica, la diversità linguistica di alcune isole dei Caraibi ha reso la politica linguistica un problema nell'era post-coloniale. Negli ultimi anni, ciononostante le isole dei Caraibi sono diventate consapevoli di una sorta di eredità linguistica. Tuttavia, le politiche linguistiche in fase di sviluppo sono principalmente rivolte al multilinguismo.

## Lingue
La maggior parte delle lingue parlate nei Caraibi sono lingue di origine europea (inglese, spagnolo, francese e olandese) o creoli basati su una lingua europea.
L'inglese è la prima o la seconda lingua nella maggior parte delle isole dei Caraibi ed è anche la "lingua del turismo" non ufficiale, l'industria dominante nella regione. La lingua ufficiale delle nazioni caraibiche dipende dalla potenza coloniale (Inghilterra, Spagna, Francia o Paesi Bassi) che abbia dominato l'isola per prima o più a lungo.

### Inglese
Le prime colonie inglesi permanenti furono fondate su Saint Kitts (1624) e su Barbados (1627). La lingua inglese è la terza più consolidata nei Caraibi; tuttavia, a causa delle popolazioni relativamente piccole dei territori di lingua inglese, solo il 14% dei caraibici sono di lingua inglese. L'inglese è la lingua ufficiale di circa 18 territori nei Caraibi, abitati in totale da circa 6 milioni di persone, anche se la maggior parte degli abitanti di queste isole potrebbe essere più propriamente descritta come parlante creoli inglesi piuttosto che varietà locali di inglese standard.

### Spagnolo
Nei Caraibi gli ispanofoni rappresentano la maggioranza della popolazione: circa il 64% degli abitanti delle Indie occidentali parla spagnolo. Le maggiori isole sono, d'altronde, ispanofone: Cuba, parte di Hispaniola e Porto Rico.

### Francese
Circa un quarto dei caraibici parla francese o un creolo francese. I francofoni vivono principalmente a Guadalupa e Martinica, entrambi dipartimenti francesi d'oltremare; Saint Barthélemy e la parte francese di Saint Martin (dove la lingua locale è l'inglese, seppur non goda dello status di lingua ufficiale), entrambi collettività d'oltremare della Francia; la nazione indipendente di Haiti (dove sia il francese e il creolo haitiano sono lingue ufficiali); e le nazioni indipendenti di Dominica e Santa Lucia, che sono entrambe di lingua inglese ma dove è molto diffuso il creolo delle Antille, in gran parte basato sulla lingua francese, e il francese in misura minore.

### Olandese
L'olandese è una lingua ufficiale delle isole caraibiche che rimangono sotto la sovranità del Regno dei Paesi Bassi. Tuttavia, l'olandese non è la lingua dominante su queste isole. Nelle isole di Aruba, Curaçao e Bonaire è infatti predominante un creolo basato su parlate portoghesi e dell'Africa occidentale noto come papiamento, mentre a Sint Maarten, Saba e Sint Eustatius si parla inglese oltre a un locale creolo inglese. Un creolo olandese noto come negerhollands era diffuso nelle ex isole danesi delle Indie Occidentali di Saint Thomas e Saint John, ma ora è estinto. Il suo ultimo madrelingua è morto nel 1987.